# Fieldgoal

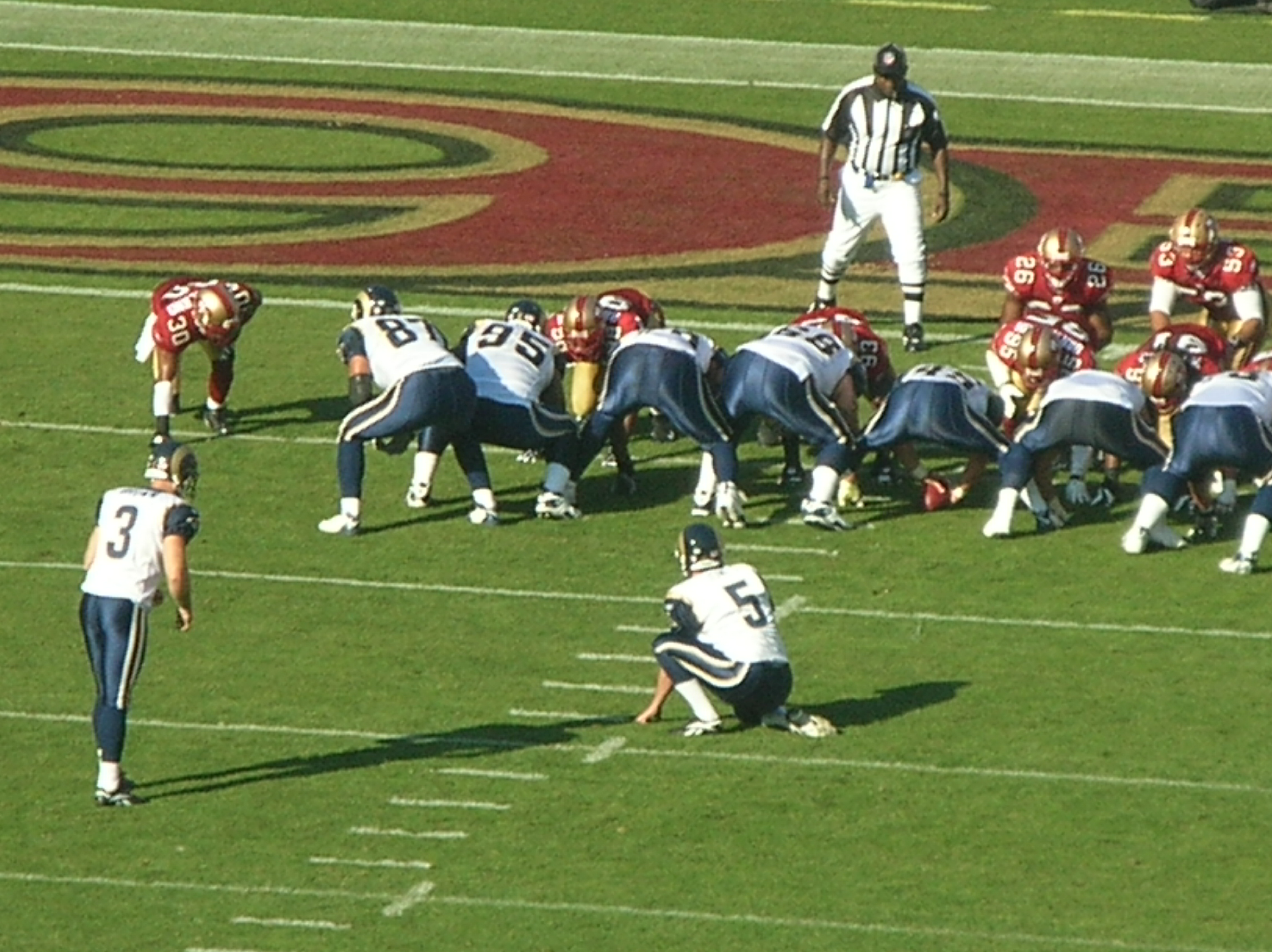
De opstelling bij een fieldgoal

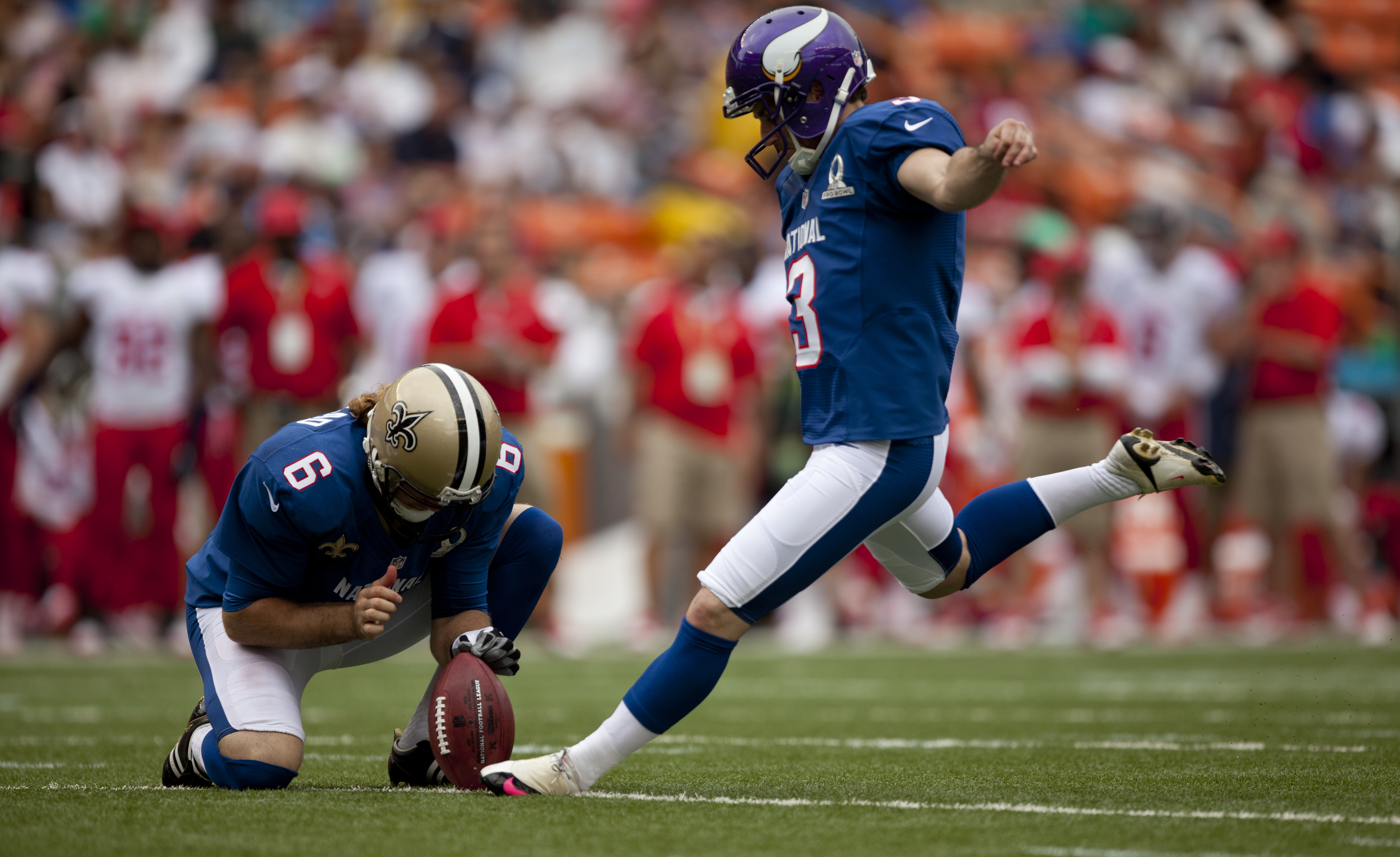
Een poging tot een fieldgoal

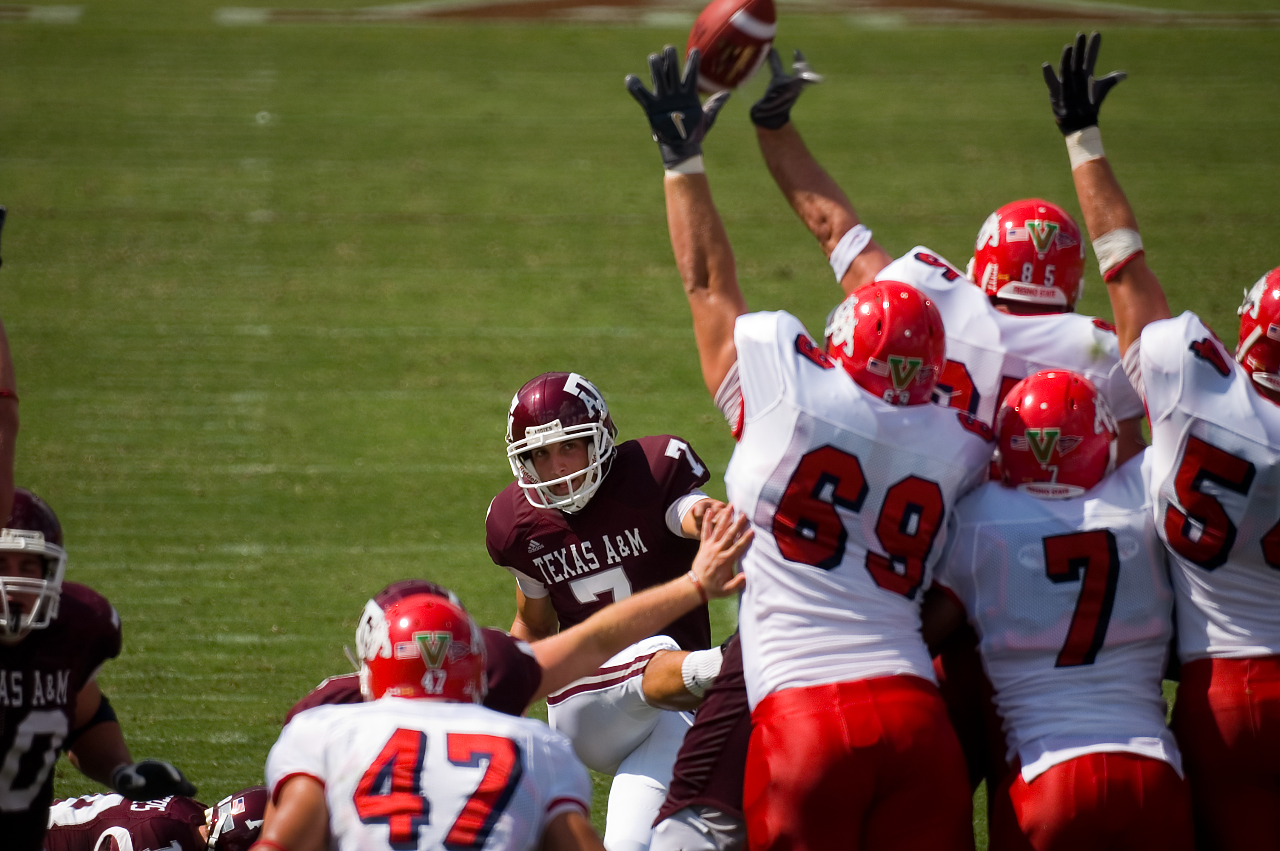
Een fieldgoal wordt geblokkeerd

Bij American Football zijn er twee verschillende Fieldgoals te onderscheiden. Als een ploeg zijn na zijn derde van vier pogingen nog geen 10 yards (ongeveer negen meter) heeft overbrugd, dan wordt de bal meestal weg getrapt door de punter. Als men binnen bereik van de Goal Posts is wordt vaak geprobeerd een fieldgoal te scoren. 
Bij een fieldgoal wordt de bal lang gesnapt tot ongeveer zeven yards achter de Line of Scrimmage, hier wordt deze gevangen en op de grond geplaatst door een holder. De kicker, een specialist in het team speciaal voor deze momenten, probeert dan de bal tussen de beide goalposts te schoppen. Als dit lukt scoort het team 3 punten, en als het niet lukt krijgt de tegenstander de bal op de plaats waar de poging werd ondernomen. In de NFL Europa wordt nog een variant onderscheiden waarbij 4 punten gehaald kunnen worden, dit gebeurt echter alleen van grote afstand.
Een andere mogelijkheid is de PAT (Point after touchdown) of 'conversion'. Na een touchdown krijgt een team nog de optie tot een extra score welke op 2 manieren kan worden uitgevoerd. De eenvoudigste is een fieldgoal te scoren. Deze levert dan 1 extra punt op. Daarnaast is het ook mogelijk om nog een touchdown te maken. Dit levert dit keer geen 6 punten op. maar 2